# دیرین‌جغرافیا، دیرین‌اقلیم‌شناسی و دیرین‌بوم‌شناسی
دیرین‌جغرافیا، دیرین‌اقلیم‌شناسی و دیرین‌بوم‌شناسی (به انگلیسی: Palaeogeography, Palaeoclimatology, Palaeoecology) یا «سه‌دیرین‌شناسی» ("Palaeo3 ")، یک مجله علمی با داوری است که مطالعات چندرشته‌ای و بررسی‌های جامع در زمینه زمین‌شناسی دیرینه محیطی منتشر می‌کند. این مجله توسط TJ Algeo, H. Falcon-Lang, P. Hesse, I. Montanez, J. Pike و S. Xie ویرایش می‌شود. در سال ۱۹۶۵ بنیان‌گذاری شد و اکنون توسط الزویر منتشر می‌شود.